# رايموند راسل
رايموند راسل (بالإنجليزية: Raymond Russell)‏ (مواليد 1 مايو 1940) هو ملاكم أمريكي، مثّل بلاده في الألعاب الأولمبية الصيفية 1972.

## روابط خارجية
رايموند راسل على موقع أوليمبيديا (الإنجليزية)